# Rehberg (Grainet)

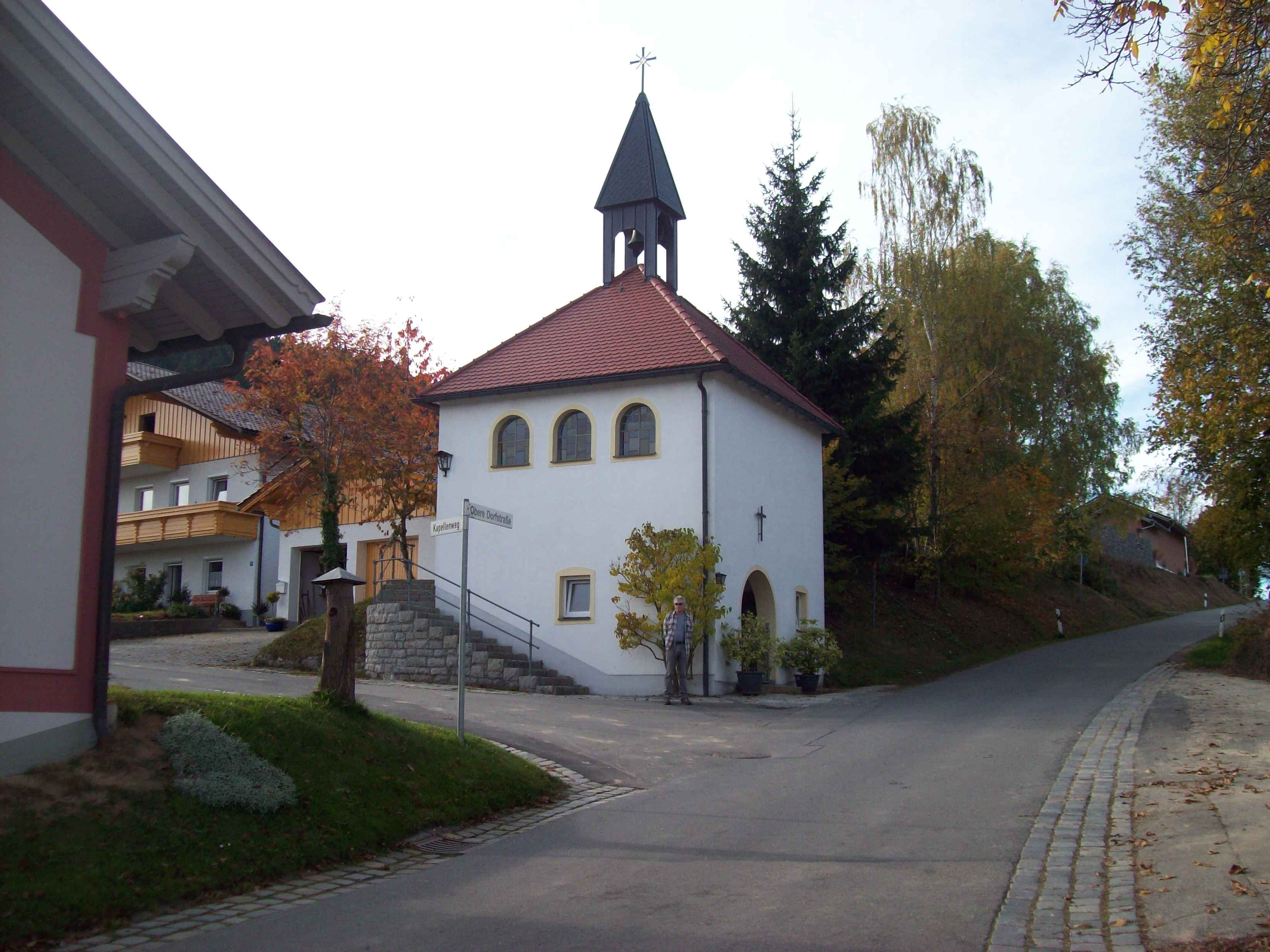
Die neue Dorfkapelle

Rehberg ist ein Gemeindeteil der Gemeinde Grainet im niederbayerischen Landkreis Freyung-Grafenau. Bis 1971 bildete es eine selbstständige Gemeinde.

## Lage
Das Dorf Rehberg liegt im Bayerischen Wald etwa zwei Kilometer westlich von Grainet.

## Geschichte
Die Ortschaft Rehberg wurde im Jahre 1500 gegründet. Bereits 1538/1539 hatte Rechperg schon 14 Lehen (Anwesen). Es bildete eine Obmannschaft und gehörte zum Pfleggericht Wolfstein im Hochstift Passau. Nach dem Urbar von 1788 bestand der Ort aus 17 Anwesen.
Aus dem gleichnamigen Steuerdistrikt wurde 1811 die Gemeinde Rehberg formiert. Bei der Revision im Zuge des Ediktes von 1818 erhielt es den Weiler Oberseilberg von der Gemeinde Hinterschmiding, während es Kaining an die Gemeinde Hinterschmiding abtrat, Promau und Winkelbrunn an die Gemeinde Ort. Somit bestand die Gemeinde Rehberg aus folgenden Ortsteilen: Oberseilberg, Ohmühle, Rehberg und Unterseilberg.
Im Zuge der Gebietsreform wurde mit Wirkung vom 1. April 1971 die Gemeinde Rehberg aufgelöst und in die Gemeinde Grainet eingegliedert. Beim Wettbewerb Unser Dorf soll schöner werden wurde Rehberg 1989 zum schönsten Dorf Bayerns gewählt und bekam die Goldmedaille auf Landesebene. Es hatte 1987 210 und 2014 243 Einwohner.

## Sehenswürdigkeiten
- Felsbild von Rehberg. Das 3,5 Meter lange und einen Meter hohe Felsbild stellt einen lang gestreckten um einen zentralen Platz gebauten Ort dar. Es stammt von einem unbekannten Maler und ist wahrscheinlich zwischen dem 17. und 19. Jahrhundert entstanden.
- Alte Kapelle Zur schmerzhaften Muttergottes. Der verschindelte Holzbau aus der zweiten Hälfte des 19. Jahrhunderts wurde 1960 hierher versetzt.
- Neue Kapelle Zur schmerzhaften Muttergottes. Sie wurde 1963/1964 errichtet.

## Vereine
- Schützenverein Birkenwald Rehberg e. V. Die Gründung geht auf das Jahr 1957 zurück.
- Freiwillige Feuerwehr Rehberg. Sie wurde am 26. Dezember 1883 gegründet.